# Panhandle do Idaho

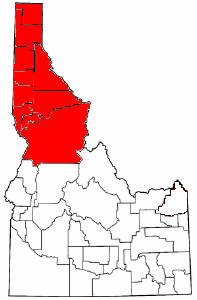
O Panhandle do Idaho

O Panhandle do Idaho (em inglês:  Idaho Panhandle) é a região norte do estado norte-americano do Idaho, que compreende os dez condados mais setentrionais deste estado. Como cabo de frigideira está rodeado pelos estados de Washington a oeste, Montana a leste, e pela província canadiana da Colúmbia Britânica a norte. 
Esta região tem um fuso horário diferente do resto do Idaho. O panhandle segue o fuso horário do Pacífico (Pacific Standard Time, UTC-8) enquanto o resto do estado segue o fuso horário das Montanhas Rochosas (Mountain Standard Time, UTC-7). 

## História
O panhandle do Idaho foi criado quando o Território do Montana foi organizado a partir do Território do Idaho em 1864.  Todos os territórios a oeste da Divisória Continental (linha de separação de águas nas Montanhas Rochosas entre as bacias drenantes para o Oceano Pacífico e para o Golfo do México ou Oceano Ártico) foram colocados no Idaho. Porém, os encarregados de traçar o novo território esqueceram-se da cadeia montanhosa de Bitteroot. Quando perceberam o erro, dirigiram-se para norte até ao atual Sandpoint, e daí o estreito panhandle ter sido deixado tal como tinha sido inicialmente delimitado. Entre as zonas do estado atual do Montana a oeste da Divisória Continental, estão Butte, Missoula, Kalispell, Flathead Lake e a metade ocidental do Parque Nacional Glacier.
Quando a sede do governo territorial foi transferida de Boise para Lewiston no final de 1864, estimou-se que a região do panhandle seria difícil de governar. Fez-se uma proposta de que a parte norte do Idaho se tornasse um estado separado, mas tal não foi avante. Houve uma nova tentativa em 1901, em que se propôs fundir a zona do Panhandle do Idaho com a parte oriental do estado de Washington (Eastern Washington) para criar o «Estado de Lincoln», mas esta tentativa falhou também. 

## Condados doPanhandle
- Condado de Benewah
- Condado de Bonner
- Condado de Boundary
- Condado de Clearwater
- Condado de Idaho
- Condado de Kootenai
- Condado de Latah
- Condado de Lewis
- Condado de Nez Perce
- Condado de Shoshone

A cidade de Coeur d'Alene é a maior da região. Outras cidades importantes são Lewiston, Moscow (onde fica a Universidade do Idaho), Post Falls, Hayden e Sandpoint. 
A região tem área total de 54 422 km², ou seja, 25,39% da área do Idaho, e tinha em 2004 um total de 295 160 habitantes, 21% do total do estado. 

## Pontos de interesse turístico
- Panhandle National Forests
- Lago Pend Oreille
- Lago Coeur d'Alene
- Rio Kootenai
- Silverwood Theme Park

## Reservas indígenas
- Coeur d'Alene Indian Reservation
- Kootenai Indian Reservation
- Nez Perce Indian Reservation

## Fonte
- Este artigo foi inicialmente traduzido, total ou parcialmente, do artigo da Wikipédia em inglês cujo título é «Idaho Panhandle».